# Beatrice Wanjiku
Beatrice Wanjiku (n. 1978) es una pintora abstracta keniana.
Nació el área de Ngong Hills y estudió bellas artes en Buruburu cerca de Nairobi, donde se diplomó en 2002.